# Magdalena Sauer
Magdalena Sauer (6 tháng 5 năm 1890 - 10 tháng 10 năm 1983) là người phụ nữ đầu tiên đủ điều kiện hành nghề kiến trúc sư ở Nam Phi.

## Tuổi thơ và giáo dục ban đầu
Magdalena Gertruide Sauer sinh ra ở Kenilworth, Cape Town, con gái của Jacobus Wilhelmus Sauer và Mary Cloete Sauer. Cha bà là một chính trị gia nổi tiếng, còn mẹ bà là bạn thân của tác giả Olive Schreiner. Anh trai của bà, Paul Oliver Sauer, cũng trở thành một chính trị gia; Ủy ban Sauerđược đặt theo tên ông. Bà lớn lên ở Kenilworth và tại trang trại của gia đình gần Stellenbosch. Bà theo học Đại học Cape Town, lấy bằng khoa học vào năm 1911, sau đó được đào tạo thêm về kiến trúc khi còn là thực tập sinh ở Durban và ở Anh tại Trường Kiến trúc Hiệp hội Kiến trúc ở London.

## Sự nghiệp

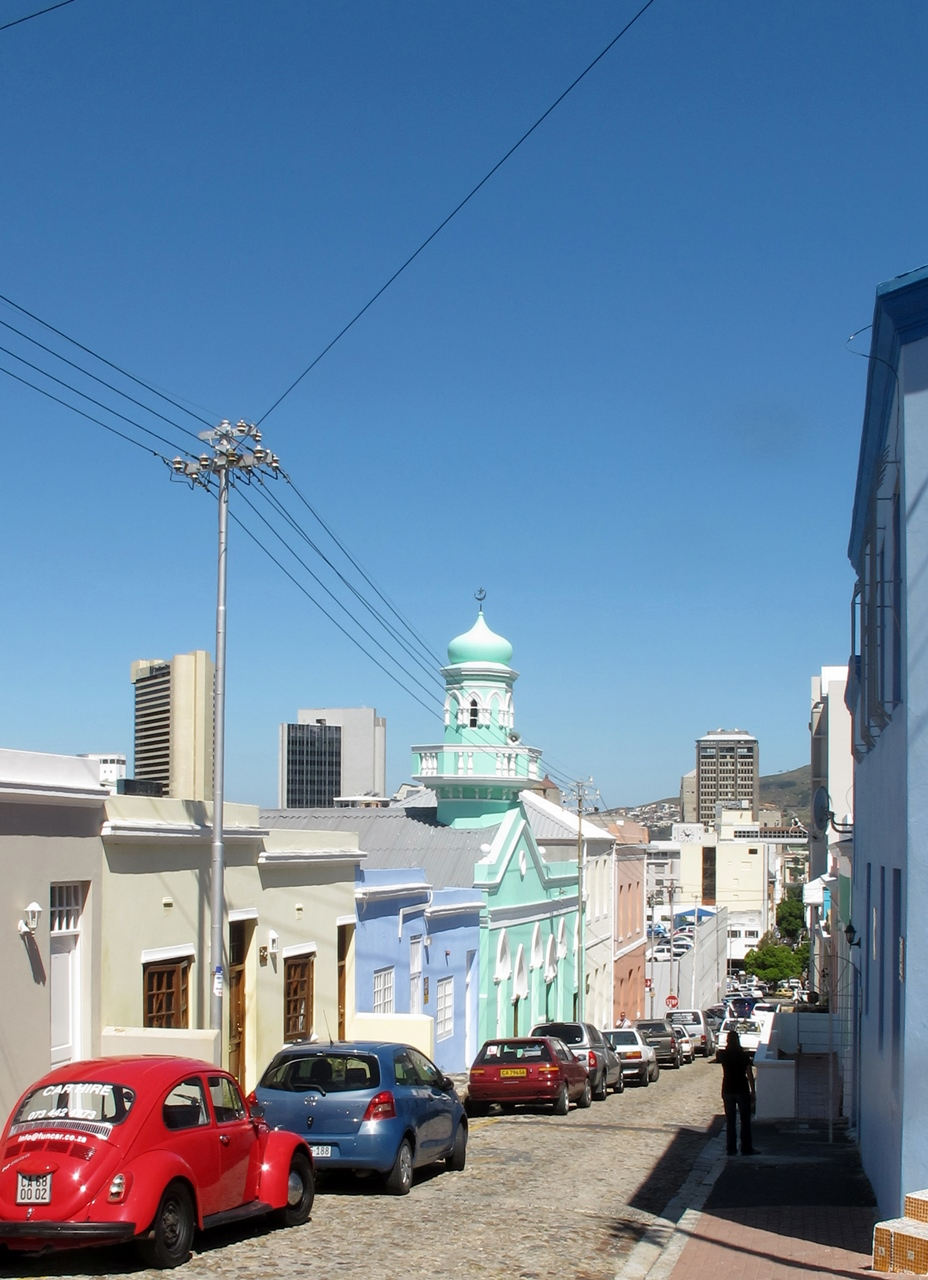
Cape Town Bo-Kaap 188 đến 200 Longmarket St với Nhà thờ Hồi giáo; Một số tòa nhà trong bức ảnh này đã được Magda Sauer khôi phục vào những năm 1940

Sau khi hoàn thành khóa đào tạo kiến trúc, Sauer đã đăng ký với Viện Kiến trúc sư Nam Phi vào năm 1927. Bà tập trung vào kiến trúc nhà ở và phục hồi các tòa nhà cũ. Trong số các dự án của Sauer có sự phục hồi các tòa nhà trên các đường Shortmarket, Longmarket, Rose và Chiappini ở Bo-Kaap của Cape Town (sau đó gọi là Khu phố Malay) vào những năm 1940 (với Reg de Smit), Bảo tàng Lịch sử từ tòa nhà Tòa án Tối cao cũ vào những năm 1960 (tòa nhà đã đặt bảo tàng Slave Lodge từ năm 1998). Sauer đã nghỉ làm việc kiến trúc vào năm 1965. Cả hai dự án đã được tuyên bố là các di tích lịch sử được bảo vệ.
Sauer đã viết phê bình nghệ thuật cho tờ báo Die Burger như một nghề tay trái.

## Đời tư
Sauer đã kết hôn một thời gian ngắn với Trygve Strömsöe, kỹ sư người Na Uy, người đã thiết kế tuyến cáp treo trên núi Table Mountain. Con gái của họ, Karin Strömsöe, sinh năm 1924, trở thành một họa sĩ và họa sĩ minh họa sách. Magdalena Sauer qua đời năm 1983, hưởng thọ 93 tuổi.